# Escrime aux Jeux olympiques d'été de 1924
Navigation
Anvers 1920 Amsterdam 1928

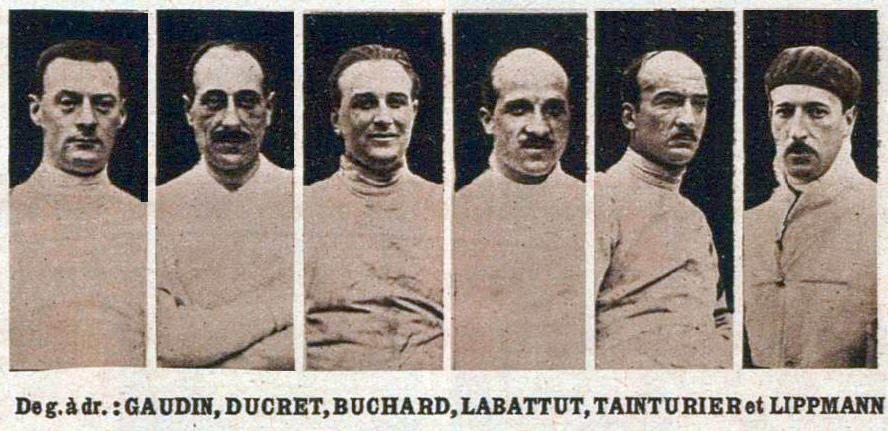
L'équipe de France championne olympique d'épée aux JO 1924.

Cette page présente les résultats des compétitions d'escrime aux Jeux olympiques d'été de 1924.
Les épreuves se tirent du 27 juin au 18 juillet 1924 au vélodrome d'hiver pour le fleuret et dans des hangars adjacents au stade de Colombes pour le sabre et l'épée.
Pour la première fois, une épreuve féminine est incluse au programme.

## Tableau des médailles

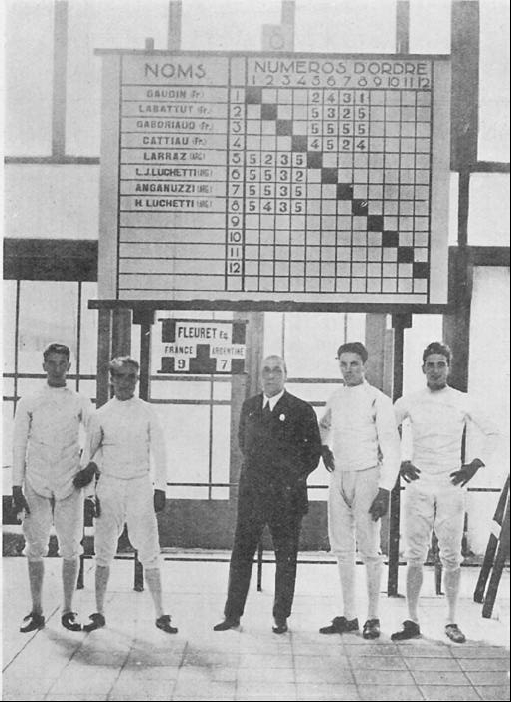
l'équipe d'Argentine

| Rang | Nation          | Or | Argent | Bronze | Total |
| ---- | --------------- | -- | ------ | ------ | ----- |
| 1    | France          | 3  | 3      | 0      | 6     |
| 2    | Belgique        | 1  | 2      | 1      | 4     |
| 3    | Hongrie         | 1  | 1      | 2      | 4     |
| 4    | Danemark        | 1  | 0      | 1      | 2     |
| 4    | Italie          | 1  | 0      | 1      | 2     |
| 6    | Grande-Bretagne | 0  | 1      | 0      | 1     |
| 7    | Pays-Bas        | 0  | 0      | 1      | 1     |
| 7    | Suède           | 0  | 0      | 1      | 1     |

## Résultats

### Podiums masculins
| Épreuve                                 | Or | Argent | Bronze |
| --------------------------------------- | --- | --- | --- |
| Épée individuel résultats détaillés     | Charles Delporte | Roger Ducret | Nils Hellsten |
| Épée par équipes résultats détaillés    | France Roger Ducret Georges Buchard Lucien Gaudin André Labatut Lionel Liottel Alexandre Lippmann Georges Tainturier              | Belgique Paul Anspach Joseph De Craecker Charles Delporte Ernest Gevers Léon Tom Fernand de Montigny                     | Italie Marcello Bertinetti Giulio Basletta Oreste Moricca Virgilio Mantegazza Giovanni Canova Vincenzo Cuccia           |
| Fleuret individuel résultats détaillés  | Roger Ducret | Philippe Cattiau | Maurice Van Damme |
| Fleuret par équipes résultats détaillés | France Roger Ducret Guy de Luget André Labatut Philippe Cattiau Jacques Coutrot Joseph Peroteaux Henri Jobier Lucien Gaudin       | Belgique Maurice Van Damme Marcel Berre Charles Crahay Albert De Roocker Fernand de Montigny Désiré Beaurain             | Hongrie Zoltán Schenker Sándor Pósta Ödön Tersztyánszky István Lichteneckert László Berti                               |
| Sabre individuel résultats détaillés    | Sándor Pósta | Roger Ducret | János Garay |
| Sabre par équipes résultats détaillés   | Italie Oreste Moricca Giulio Sarrocchi Oreste Puliti Guido Balzarini Renato Anselmi Vincenzo Cuccia Bino Bini Marcello Bertinetti | Hongrie László Széchy Zoltán Schenker József Rády Sándor Pósta László Berti Jenő Uhlyárik Ödön Tersztyánszky János Garay | Pays-Bas Henri Wijnoldy-Daniëls Adrianus de Jong Jetze Doorman Maarten van Dulm Jan van der Wiel Hendrik Scherpenhuizen |

### Podium féminin
| Épreuve                                | Or           | Argent        | Bronze          |
| -------------------------------------- | ------------ | ------------- | --------------- |
| Fleuret individuel résultats détaillés | Ellen Osiier | Gladys Davies | Grete Heckscher |